# Thai Elephant Orchestra
A Thai Elephant Orchestra - nevéhez híven - elefántokból álló zenei társulat. 1-től 16-ig terjed tagjainak száma.

## Története
A zenekart 2000-ben alapította Dave Soldier és Richard Lair (becenevén Professor Elephant) alapították Lampang-ban, ahol az elefántok élnek. A különleges együttes megalakulásának az volt a célja, hogy Soldier és Lair ki akarták deríteni, hogy az állatok is tudnak-e zenélni. Az évek alatt kiderült, hogy a kísérlet sikeres volt. Az elefántok harmonikán, dobon és tradicionális thaiföldi hangszereken játszanak. Az emberek mindössze utasítást adnak, hogy mikor zenéljenek és mikor hagyják abba. Jelenleg látványosságként szolgálnak, a National Elephant Institute-ban.

## Diszkográfia
- The Thai Elephant Orchestra (2002)
- Elephonic Rhapsodies (2005)
- Water Music (2011)